# Rudolf Fischer (Manager)
Rudolf Fischer (* 1953 in Wien) ist ein österreichischer Manager.

## Beruflicher Werdegang
Rudolf Fischer absolvierte eine technische Mittelschule und studierte anschließend an der Wirtschaftsuniversität Wien. Seinen beruflichen Werdegang begann er bei Alcatel Austria.
Im Jahre 1983 übernahm Fischer die Leitung des Bereiches Rechnungswesen und Steuern bei Alcatel Austria und 1988 zusätzlich die Verantwortung für das Controlling. Von 1989 bis 1993 war Fischer in seiner Funktion als Geschäftsführer von AOSA, einem Joint Venture der Siemens AG und Alcatel Austria, wesentlich am Ausbau des österreichischen öffentlichen Fernsprechsystems beteiligt. 1994 wurde er zum Vorstandsvorsitzenden der United Telecom Investment B.V. in den Niederlanden bestellt und leitete im Rahmen dieser Tätigkeit den größten alternativen Netzbetreiber in Ungarn. Zwischen 1996 und 1998 war er Präsident der LTOA, einer Vereinigung lokaler Telekombetreiber in Ungarn. 
Im November 1998 wurde Rudolf Fischer Vorstandsdirektor der Telekom Austria AG, verantwortlich für den Bereich Technik und Betrieb. Im November 2001 übernahm er als Chief Operative Officer (COO) die Leitung des gesamten Festnetzbereiches. Rudolf Fischer wurde per 24. Mai 2006 zusätzlich stellvertretender Generaldirektor der Telekom-Austria-Gruppe. 
Fischer trat als Vorstandsvorsitzender der Telekom Austria Group und Vorstandsvorsitzender der Telekom Austria TA AG, mit 31. August 2008 zurück.

## Staatsanwaltschaftliche Ermittlungen

### Aktienkursmanipulation
Im August 2011 berichtete das österreichische Nachrichtenmagazin News über mögliche Verwicklungen von Fischer in angebliche Manipulationen des Aktienkurses der Telekom Austria im Februar 2004.

### Tetron-Affäre
Gegen Fischer wird seit 2011 von der Staatsanwaltschaft in Zusammenhang mit der Telekom-Affäre und der Tetron-Affäre ermittelt.
Am 14. Dezember 2015 wurde er wegen Untreue auf Grund der Zahlung von 1,1 Millionen Euro durch die Telekom Austria an Alfons Mensdorff-Pouilly, der zugleich zu drei Jahren unbedingter Haft sowie Schadenersatz in Höhe dieser Zahlung zuzüglich Zinsen verurteilt wurde, zu einem Jahr unbedingter Haft verurteilt. Diese Verurteilungen sind nicht rechtskräftig.

## Privates
Rudolf Fischer ist verheiratet und Vater eines Sohnes. 

### Strafverfahren
Anfang Jänner 2013 erhob die Staatsanwaltschaft Wien gegen Fischer Anklage in der sogenannten Telekom-Austria-Affäre. Gemeinsam mit Gernot Rumpold und anderen Personen wurden ihm dabei Untreue und Falschaussage vorgeworfen. Eine weitere Anklageerhebung in dieser Causa wurde am 21. Jänner 2013 bekannt. Fischer wurde dabei gemeinsam mit Peter Hochegger, Klaus Wittauer und anderen Personen Untreue, falsche Beweisaussage und Geldwäsche vorgeworfen.
Im April 2013 wurde Fischer im Zusammenhang mit der Manipulation der Telekom-Aktienkurse aus dem Jahr 2004 zu drei Jahren unbedingt verurteilt. Im August desselben Jahres wurde er zu weiteren sechs Monaten unbedingt und zweieinhalb Jahren auf Bewährung wegen Untreue zulasten der Telekom Austria hinsichtlich einer verdeckten Zahlung von 600.000 Euro an die FPÖ verurteilt. Diese Urteile sind anhängig. 
Im Prozess um die verdeckten Parteispenden an das BZÖ vor den Nationalratswahlen 2006 wurde Fischer im September 2013 rechtskräftig freigesprochen.

## Auszeichnungen
- 2002: Großes Silbernes Ehrenzeichen für Verdienste um die Republik Österreich[10]